# 格拉斯瓦爾德湖
48°25′33″N 8°15′43″E / 48.42583°N 8.26194°E

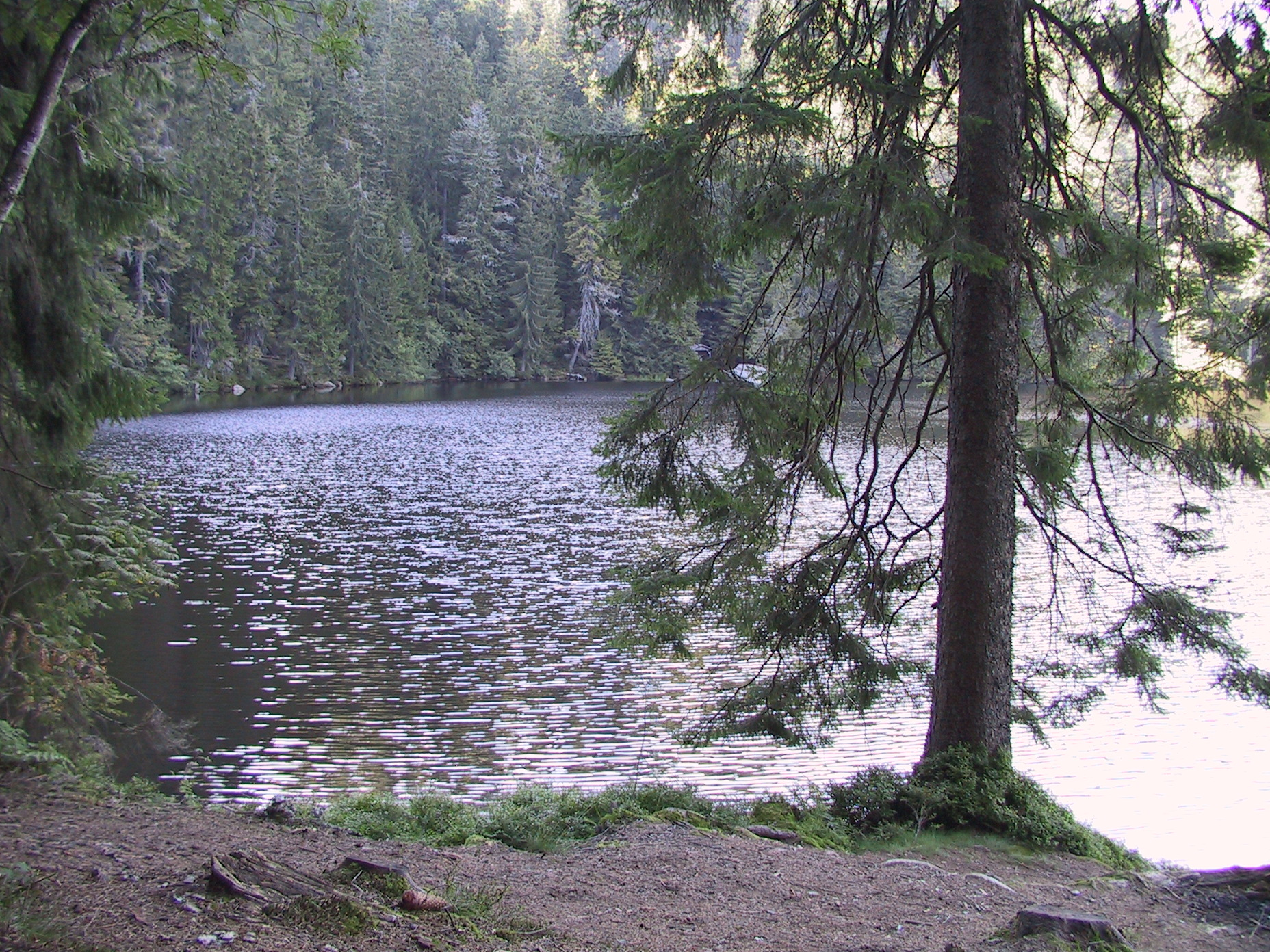

格拉斯瓦爾德湖（德語：Glaswaldsee），是德國的湖泊，位於該國西南部，由巴登-符騰堡州負責管轄，處於巴特里波爾茨奧-沙普巴赫附近，長0.2公里、寬0.2公里，面積0.03平方公里，海拔高度839米，最大水深11米，湖岸線長度0.7公里。